# Hangva

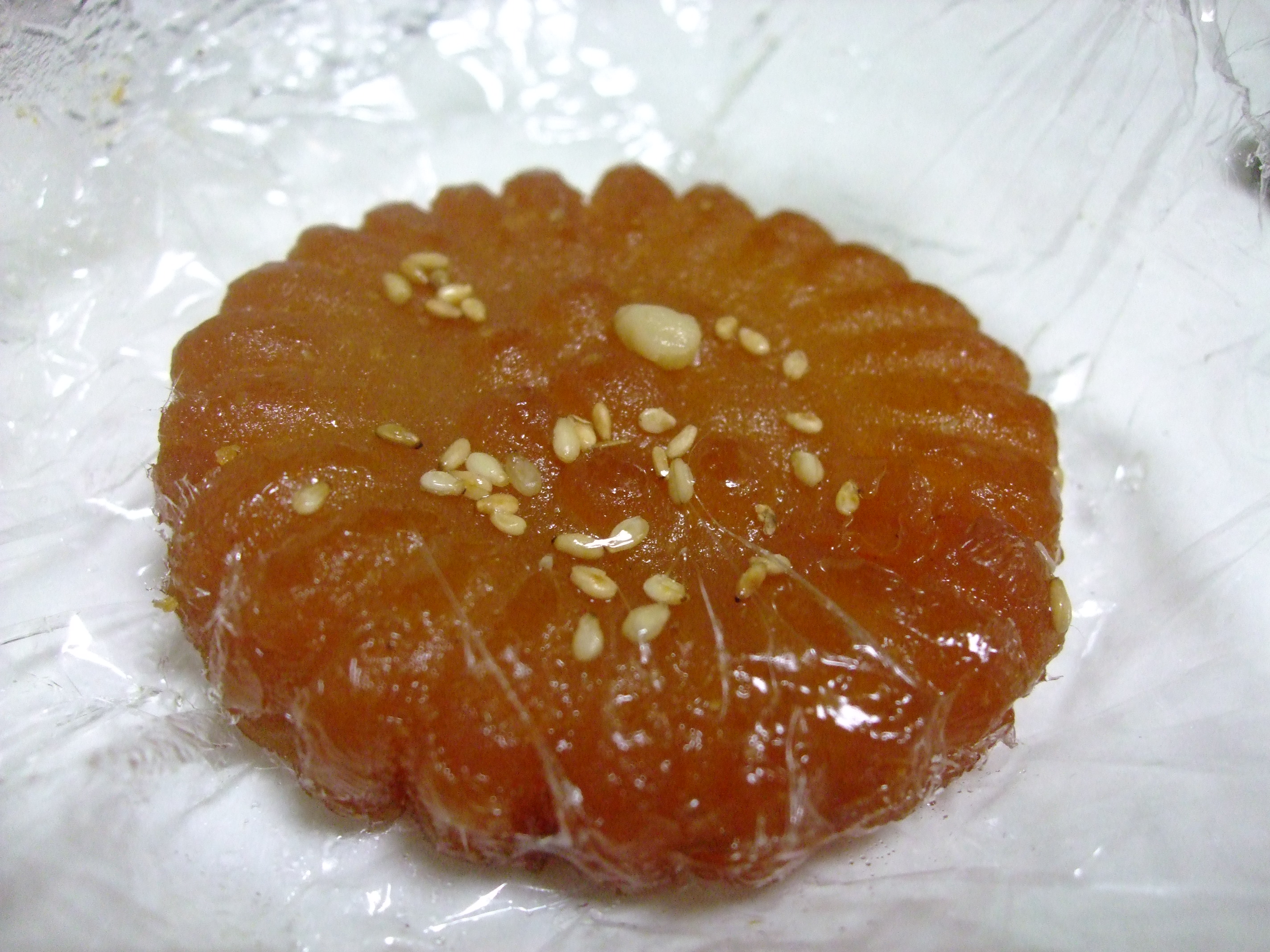
Jakkva

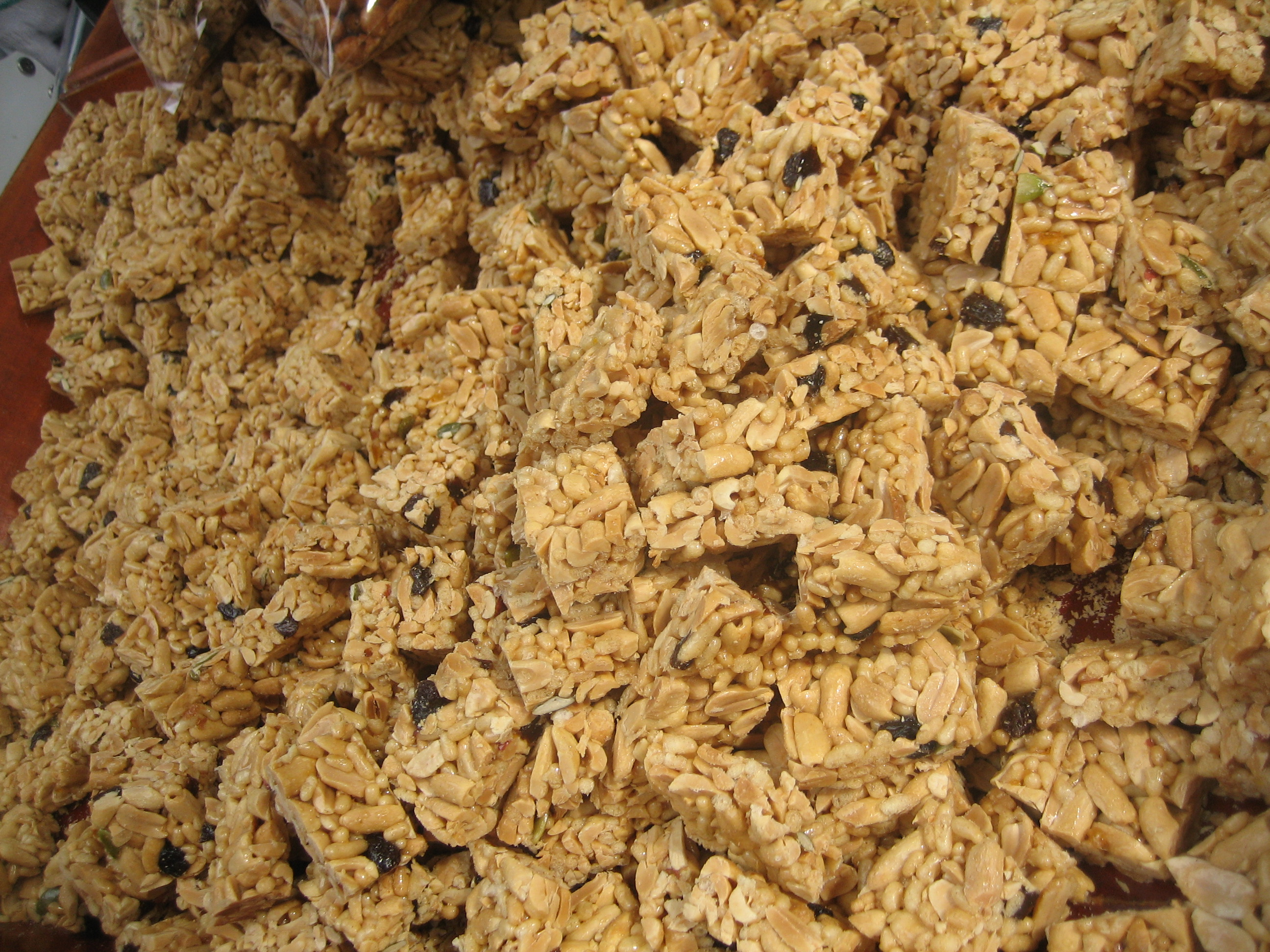
Jotkandzsong

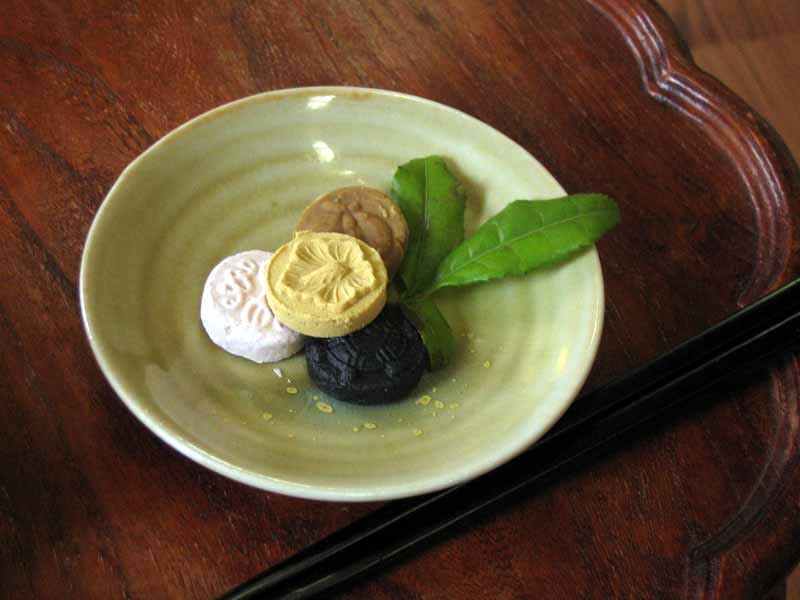
Tasik

A hangva (hangul: 한과, handzsa: 韓菓 vagy 漢菓, RR: hangwa) a hagyományos koreai édességek összefoglaló neve. Általában valamilyen lisztből (rizsliszt, búzaliszt stb.) készül, cukor, méz hozzáadásával, gyümölcsök és ehető gyökerek felhasználásával, sütve, gőzön főzve. Vannak töltött, magvakkal bevont változatok és zselészerű típusok is.

## Nevének eredete
A hangva (hangwa) két szóból álló összetétel. A gva (gwa) jelentése „édesség, sütemény”. A han jelentéséről megoszlanak a vélemények. A szó jelentheti azt, hogy „koreai” és azt is, hogy „kínai”. Előbbi handzsa (hanja) írásjegye 韓, az utóbbié 漢. Egyes szótárak a „koreai” jelentésű handzsát (hanját) használják, a Koreai Nyelvintézet azonban a „kínai” jelentésűt adja meg.

## Története
A hangva (hangwa) története egészen a három királyság (i. e. 57 – i. sz. 688) időszakáig visszavezethető, amikor is a királyi udvarban fogyasztották. A Korjo (Goryeo)-dinasztia korában (936–1392) a buddhizmus elterjedésének köszönhetően megnőtt a gabonafélék és magvas növények termelése, mivel húst nem volt szabad fogyasztani. Számos hangva (hangwa)változat alakult ki, és olyannyira népszerűek lettek, hogy félő volt, hogy a fogyasztásuk a gabonatermelés rovására megy. Emiatt kétszer is betiltották a fogyasztását (1179-ben és 1192-ben), és arra próbálták buzdítani az embereket, hogy édesség helyett inkább gyümölcsöt egyenek. A Csoszon (Joseon)-dinasztia idejében is szigorú előírások vonatkoztak a hangvára (hangwára), kizárólag ünnepekkor lehetett fogyasztani, egyébként büntetés járt érte, pénzbírság vagy vesszőzés.
Az első időkben az édességek sokféle alakot öltöttek, fából faragott formákban készítették őket. A legtöbb alaknak jelentése is volt, például a pillangó a boldog házasságot szimbolizálta, a lótusz a harmóniát, a denevér a szerencsét. Később golyó formájúra készítették, de ez nem volt alkalmas az ősök előtti tisztelgés rituáléjához, így kocka alakúra változtatták őket. Ma leginkább golyó, illetve kerek alakúak, utóbbiak nyomott mintával.

## Fajtái
- jugva (유과): dagasztott vagy gyúrt, majd sütött édességek[6]
  - jakkva (약과): virág alakú, lisztből, mézből és szezámolajból készül.[7]
- szuksilgva (숙실과): „főtt gyümölcsök”; gyümölcsöket és mogyorót összefőznek, majd formába öntik.[8]
- kvaphjon (과편): savanyú gyümölcsök húsát keményítővel és cukorral összefőzik, zselészerű édességgé.[8]
- tasik (다식): rizslisztből, mézből, különféle magvak lisztjéből, viráglisztből és porrá őrölt gyógynövényekből gyúrják a tésztáját.[8]
- jot (엿): hagyományos cukorka, mely folyékony állagú is lehet. Rizsből, kukoricából és malátából készül.[9]
  - jotkangdzsong (엿강정): fenyőmagból, mogyoróból, puffasztott rizsből, dióból, pörkölt babból és szezámmagból készül.[8]
- csonggva (정과): mézben felfőzött gyümölcs, gyömbér, lótuszgyökér vagy ginzeng[10]
- mandugva (만두과): édes töltelékkel töltött mandu édes szirupban[11]